# 白骨温泉
白骨温泉（しらほねおんせん）は、長野県松本市安曇（旧国信濃国）にある温泉である。北アルプス・乗鞍岳の山麓（標高1400メートルほど）の中部山岳国立公園区域内にあり、国民保養温泉地にも指定されている。

## 泉質
- 単純硫化水素泉
- 含硫黄-カルシウム・マグネシウム-炭酸水素塩泉（硫化水素型）

胃腸病、神経症、婦人病、慢性疲労などに効能があり、その昔「白骨の湯に三日入ると三年は風邪をひかない」と言われた。
硫化水素泉であり、1981年に書かれた『乗鞍岳麓 湯の里白骨（白船）』（横山篤美）には、「湯は無色透明で微酸味を帯び、硫化水素の臭気を放つ。しかし槽中にあるものは、硫化水素の酸化によって粉状硫黄を沈殿するので白く濁っている」と紹介された。「乳白色の湯」として知られているが、湧出時には無色透明であり、時間の経過によって白濁する。白濁の要因は、温泉水中に含まれている硫化水素から硫黄粒子が析出することと、重炭酸カルシウムが分解し炭酸カルシウムに変化することである。浴槽の淵などに白い炭酸カルシウムの固形物が付着している。

## 温泉街

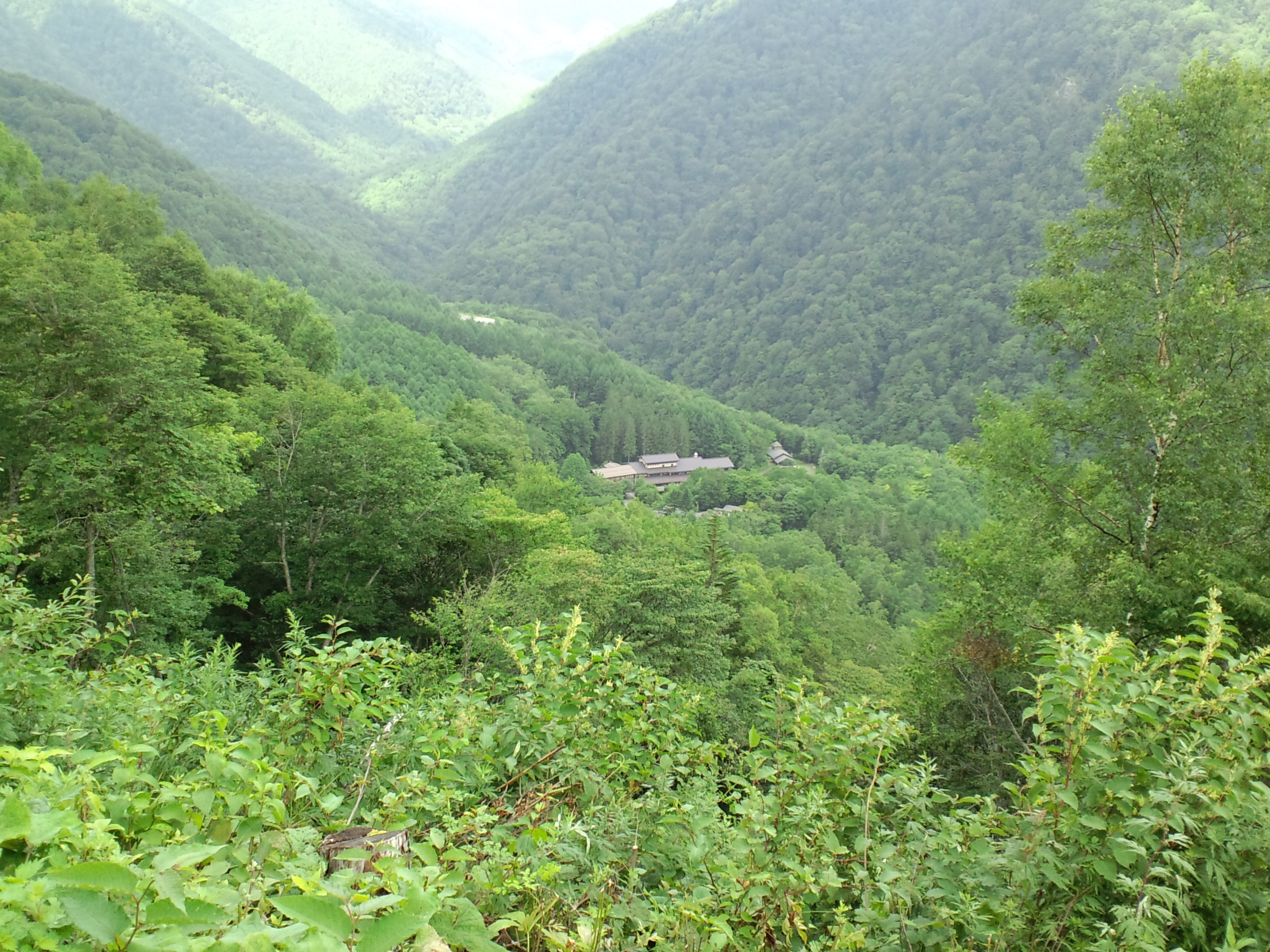
上高地乗鞍林道より見下ろす温泉街

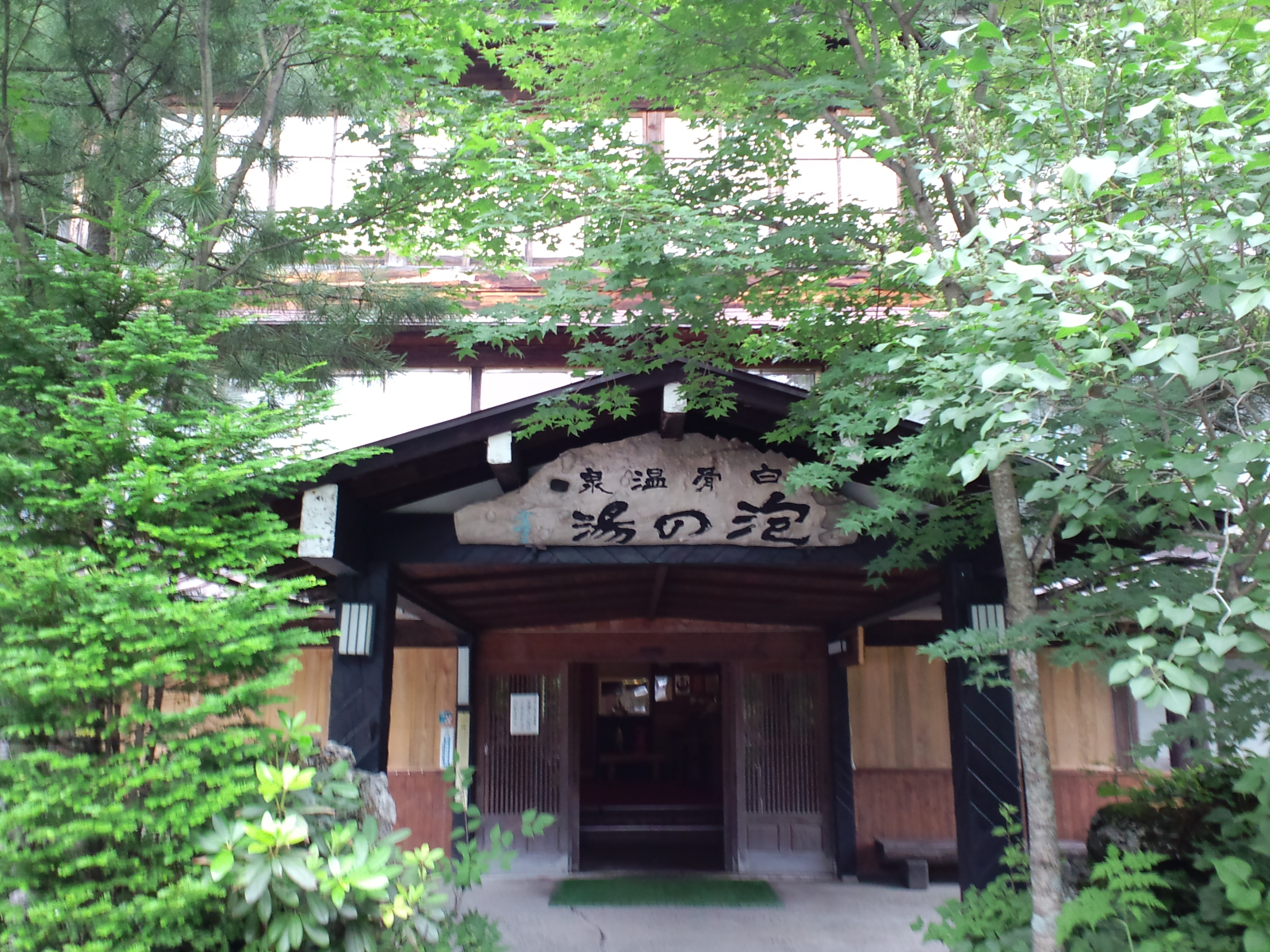
旅館・泡の湯

飛騨山脈（北アルプス）の、乗鞍岳、十石岳、霞沢岳の麓に位置する山峡にあり、近くには、上高地や乗鞍高原がある。白骨温泉の目の前に鎮座する十石山は、十石山を愛する地元有志により整備されており、標高差の大きい健脚行程ながら、静かな山歩きの楽しみと山頂台地からの眺望が素晴らしい。
県道白骨温泉線の終点付近にある観光案内所周辺が温泉地の中心部であり、梓川のせせらぎ以外に音はなく、夜には星が美しい。10軒強の宿のほかには共同野天風呂と食事処・土産物店などが2-3軒あるのみのひっそりとした佇まいであり、「温泉街」と呼ぶほどのにぎわいはない。付近には「竜神の滝」や「冠水渓」、特別天然記念物「噴湯丘」など観光名所もあるが、観光地と言えるほどの華はない。その他、1kmほど南に下った、上高地乗鞍スーパー林道B線の起点付近にも数軒の旅館がある。
温泉地の「白骨温泉の噴湯丘と球状石灰石」は、1922年に国の天然記念物、1952年には国の特別天然記念物に指定されている。

## 歴史
鎌倉時代には既に湧出していたと伝えられ、戦国時代には武田信玄も湯治に使っていたと伝わる。江戸時代（元禄年間）、齋藤孫左衛門により、温泉宿として本格的に開かれた。地理的に閉鎖的な環境ゆえに、今なお、齋藤姓が多く、地縁・血縁による独特の閉鎖性を形作っている。
「白骨」（しらほね）とも、「白船」（しらふね）とも呼称されたが、大正時代に中里介山の長編小説『大菩薩峠』の中で白骨温泉として紹介されて以降、この名称に落ち着いた。中里介山以外にも、明治以降、河東碧梧桐、若山牧水、斎藤茂吉、与謝野晶子、三好達治など多くの文人らが滞在。白骨（はっこつ）を連想させる名称が、人々に強烈な印象を与え続け、秘湯として突出した存在になる。
1974年3月30日、国民保養温泉地に指定。

## 入浴剤の添加事件
2004年（平成16年）7月、小学館の週刊誌『週刊ポスト』の報道で、日帰り共同浴場の「野天風呂」と「つるや旅館」「白船グランドホテル」で、入浴剤を混ぜて白濁に着色し偽装をしていることが発覚した。
長野県庁に寄せられた“情報”にもとづき、長野県知事田中康夫と県職員らがビデオカメラを片手に抜き打ちで踏み込んだ様子が報道され、納戸に隠してあった入浴剤を、従業員がこっそり持ち出そうとした瞬間を、“偶然”県職員が発見し、ビデオカメラに一部始終が撮られた。
その中には、安曇村村長の筒木千俊が経営している「つるや旅館」も含まれていたことから、筒木千俊は責任を取って安曇村村長を2004年7月31日に辞職した。この騒動をきっかけに、日本中で温泉表示についての問題が発覚し、一連の温泉偽装問題として、大きくニュースで報道された。
入浴剤混入の動機は、1996年（平成8年）頃より、十数か所ある源泉の一部において、白濁が薄くなったためである。偽装発覚以降、日帰り共同浴場の「野天風呂」は閉鎖されていたが、2005年（平成17年）4月28日に営業を再開した。一連の温泉偽装問題への対応として、長野県庁では「温泉の信頼回復」を図るために「安心・安全・正直」な信州の温泉表示認証制度を、2004年（平成16年）11月に創設した。

## アクセス
- 自動車：白骨温泉の北・国道158号側からの県道と、南・上高地乗鞍スーパー林道が白骨温泉へのアクセス道路である。
- 路線バス：アルピコ交通（通称・松本電鉄）上高地線新島々駅よりバスで約60分。